# Radical metilo

Radical metilo, CH_{3}·, mostrando su electrón desapareado.

Un radical metilo, de fórmula CH3· (antes llamado radical libre metilo) es un radical centrado en el átomo de carbono, que consta de un átomo de carbono y tres átomos de hidrógeno, con un electrón desapareado. Deriva del metano, (CH4), por eliminación de un átomo de hidrógeno aunque puede obtenerse a partir de otras sustancias. Existe como unidad molecular independiente aunque su vida media sea muy corta. 
Hay que diferenciarlo del grupo metilo CH3-, presente como substituyente en muchos compuestos orgánicos como una parte de su molécula, y nunca de forma aislada.
El átomo de carbono posee hibridación sp2 (geometría triangular plana) en el radical metilo, en lugar de la típica hibridación sp3 (tetraédrica) de los compuestos
de C con enlaces simples. El electrón impar se queda en un orbital p sin hibridar.

## Síntesis del radical metilo
Los radicales metilo se obtuvieron por primera vez por descomposición térmica de compuestos organometálicos como el plomotetrametilo, en 1929:
PbMe4 → Pb + 4Me·
También puede obtenerse por fotólisis de acetona bajo una luz ultravioleta de 320 nm de longitud de onda.
CH3-CO-CH3 → CH3-CO· + ·CH3
y posteriormente, el radical acilo formado en la reacción anterior se degrada de modo espontáneo
CH3-CO· → CO + ·CH3
También se obtiene como producto intermedio de la cloración del metano, bajo luz ultravioleta: la luz disocia la molécula de cloro en dos átomos o radicales cloro: 
Cl2 → 2 Cl·
, dicho radical cloro ataca a un átomo de hidrógeno del metano: 
Cl· + CH4 → HCl+ H3C·
y posteriormente los radicales metilo formados pueden unirse a algunos de los radicales presentes.

## Reactividad del radical metilo
Como el resto de radicales, son muy reactivos. Cuando están aislados, su vida media es del orden de unos cuantos milisegundos pues sufren una rápida dimerización con formación de etano. Puede ser observado en forma gaseosa a baja presión.
2CH3· → CH3-CH3
Se une al oxígeno para dar el radical metilperoxilo, más estable.
CH3· + O2 → CH3-O-O·

## Otros radicales alquilo
El radical metilo, forma parte de una "familia" de entidades químicas llamados radicales alquilo o alquílicos, ya que siguen un mismo patrón: sólo contienen átomos de carbono e hidrógeno, unidos por enlace covalente sencillo, y no son estables de forma aislada, por poseer un electrón desapareado. Se nombran igual que los grupos alquilo de igual número de átomos de carbono.